# بريسكوت فالي
بريسكوت فالي (بالإنجليزية: Prescott Valley, Arizona)‏ هي مدينة تقع في مقاطعة يافاباي، أريزونا بولاية أريزونا في الولايات المتحدة. تأسست عام 1978، تبلغ مساحة هذه المدينة 100.1 (كم²)، وترتفع عن سطح البحر 1532 م، بلغ عدد سكانها 38822 نسمة في عام 2010 حسب إحصاء مكتب تعداد الولايات المتحدة وتصل الكثافة السكانية فيها 387.8 نسمة/كم2.

## التركيبة السكانية
حدّد مكتب تعداد الولايات المتحدة بيانات التركيبة السكانية لبريسكوت فالي في تعداد الولايات المتحدة. في ما يلي، التركيبة السكانية حسب تعدادي 2000 و2010.

### تعداد عام 2000
بلغ عدد سكان بريسكوت فالي 23,535 نسمة بحسب تعداد عام 2000، وبلغ عدد الأسر 8,964 أسرة وعدد العائلات 6,631 عائلة مقيمة في البلدة. في حين سجلت الكثافة السكانية 222.2 نسمة لكل كيلومتر مربع (575.5/ميل2). وبلغ عدد الوحدات السكنية 9,484 وحدة بمتوسط كثافة قدره 89.5 لكل كيلومتر مربع (231.8/ميل2).
وتوزع التركيب العرقي للبلدة بنسبة 91.10% من البيض و0.48% من الأمريكيين الأفارقة و0.96% من الأمريكيين الأصليين و0.55% من الأمريكيين ذوي الأصول الآسيوية و0.14% من سكان جزر المحيط الهادئ و4.59% من الأعراق الأخرى و2.16% من عرقين مختلطين أو أكثر و11.12% من الهسبانيون أو اللاتينيون من أي عرق.
بلغ عدد الأسر 8,964 أسرة كانت نسبة 36.2% منها لديها أطفال تحت سن الثامنة عشر تعيش معهم، وبلغت نسبة الأزواج القاطنين مع بعضهم البعض 59.5% من أصل المجموع الكلي للأسر، ونسبة 10.3% من الأسر كان لديها معيلات من الإناث دون وجود شريك، بينما كانت نسبة 4.2% من الأسر لديها معيلون من الذكور دون وجود شريكة وكانت نسبة 26% من غير العائلات. تألفت نسبة 19.8% من أصل جميع الأسر من عدة أفراد يعيشون في نفس المنزل ونسبة 8.9% كانت تتألف من شخص يعيش بمفرده يبلغ من العمر 65 عاماً أو أكثر. وبلغ متوسط حجم الأسرة المعيشية 2.60، أما متوسط حجم العائلات فبلغ 2.96.
بلغ العمر الوسطي للسكان 37.3 عاماً. وكانت نسبة 26.8% من القاطنين تحت سن الثامنة عشر، وكانت نسبة 7.3% بين الثامنة عشر والرابعة والعشرين عاماً، ونسبة 27.4% كانت واقعةً في الفئة العمرية ما بين الخامسة والعشرين والرابعة والأربعين عاماً، ونسبة 21.3% كانت ما بين الخامسة والأربعين والرابعة والستين، ونسبة 16.4% كانت ضمن فئة الخامسة والستين عاماً فما فوق. يوجد لكل 100 أنثى 97.0 ذكر، ويوجد لكل 100 أنثى في الثامنة عشر من عمرها فما فوق 93.6 ذكر.
بلغ متوسط دخل الأسرة في البلدة 34,341 دولارًا، أما متوسط دخل العائلة فبلغ 37,257 دولارًا. وكان متوسط دخل الذكور 30,097 دولارًا مقابل 21,049 دولارًا للإناث. وسجل دخل الفرد الخاص بالبلدة 16,248 دولارًا. وكانت نسبة 7.8% من العائلات ونسبة 10.9% من السكان تحت خط الفقر، وكان من هؤلاء نسبة 14.8% تحت سن الثامنة عشر ونسبة 6.7% في الخامسة والستين من العمر وما فوق.

### تعداد عام 2010
بلغ عدد سكان بريسكوت فالي 38,822 نسمة بحسب تعداد عام 2010، وبلغ عدد الأسر 15,364 أسرة وعدد العائلات 10,591 عائلة مقيمة في البلدة. في حين سجلت الكثافة السكانية 366.6 نسمة لكل كيلومتر مربع (949.5/ميل2). وبلغ عدد الوحدات السكنية 17,494 وحدة بمتوسط كثافة قدره 165.2 لكل كيلومتر مربع (427.9/ميل2).
وتوزع التركيب العرقي للبلدة بنسبة 88.06% من البيض و0.83% من الأمريكيين الأفارقة و1.17% من الأمريكيين الأصليين و1.20% من الأمريكيين ذوي الأصول الآسيوية و0.16% من سكان جزر المحيط الهادئ و5.89% من الأعراق الأخرى و2.70% من عرقين مختلطين أو أكثر و16.70% من الهسبانيون أو اللاتينيون من أي عرق.
بلغ عدد الأسر 15,364 أسرة كانت نسبة 30.9% منها لديها أطفال تحت سن الثامنة عشر تعيش معهم، وبلغت نسبة الأزواج القاطنين مع بعضهم البعض 52.5% من أصل المجموع الكلي للأسر، ونسبة 11.4% من الأسر كان لديها معيلات من الإناث دون وجود شريك، بينما كانت نسبة 5% من الأسر لديها معيلون من الذكور دون وجود شريكة وكانت نسبة 31.1% من غير العائلات. تألفت نسبة 23.9% من أصل جميع الأسر من عدة أفراد يعيشون في نفس المنزل ونسبة 10.9% كانت تتألف من شخص يعيش بمفرده يبلغ من العمر 65 عاماً أو أكثر. وبلغ متوسط حجم الأسرة المعيشية 2.51، أما متوسط حجم العائلات فبلغ 2.95.
بلغ العمر الوسطي للسكان 40.6 عاماً. وكانت نسبة 24.1% من القاطنين تحت سن الثامنة عشر، وكانت نسبة 8.3% بين الثامنة عشر والرابعة والعشرين عاماً، ونسبة 22.6% كانت واقعةً في الفئة العمرية ما بين الخامسة والعشرين والرابعة والأربعين عاماً، ونسبة 25.9% كانت ما بين الخامسة والأربعين والرابعة والستين، ونسبة 19.1% كانت ضمن فئة الخامسة والستين عاماً فما فوق. وتوزع التركيب الجنسي للسكان بنسبة 48.5% ذكور و51.5% إناث.

## وصلات خارجية
- http://www.pvaz.net/